# Henry Shelton Sanford
Henry Shelton Sanford (né le 15 juin 1823 à Woodbury dans le Connecticut, mort le 21 mai 1891 à White Sulphur Springs, en Virginie-Occidentale) est un général, diplomate américain et homme d'affaires qui a fondé la ville de Sanford, en Floride.
Il a joué un rôle de premier plan dans la fondation de l'État indépendant du Congo.

## Rôle dans la reconnaissance de l'État Indépendant du Congo
De 1861 à 1870, Sanford est ministre plénipotentiaire des États-Unis à Bruxelles. Il revient quelques années plus tard pour assister à la Conférence géographique de Bruxelles  en 1876.
L'année suivante, en 1877, il est nommé membre du Comité exécutif de l'Association internationale africaine.
C'est lui qui en janvier 1878, est présent  à Marseille avec le baron Jules Greindl  pour le retour d'Afrique de Henry Morton Stanley. Il sert d'intermédiaire entre le roi Léopold II et l'explorateur  pour l'engager au service de l'AIA.
Quand en 1879, le Comité d'Études du Haut-Congo  cesse ses activités, à la suite de la faillite du souscripteur hollandais , et que le roi Léopold II crée l'Association internationale du Congo il sera toujours puissamment aidé par Sanford.
Ce dernier  conseille notamment au roi de jalonner la route  terrestre de l'Océan au Stanley Pool. La France plantait en effet le drapeau tricolore sur les deux berges du fleuve Congo.
Sanford écrit aussi au Secrétaire d'État des États-Unis dès 1881-1882 pour attirer son attention sur l'intérêt économique que présente la région du Congo.
Léopold II, devant l'attitude de la France et du Portugal se rend compte que seuls les États-Unis pourront lui faire obtenir la reconnaissance de ses droits qu'il estime souverains. Le roi Léopold II écrit au Président américain une lettre qui sera remise par Sanford lui-même. Maximilien Strauch rédige une notice reprenant les activités déployées par les différentes associations dont le roi Léopold II est le maître. Sanford rédige pour son Président Chester A. Arthur un message que ce dernier lira au Congrès américain le 4 décembre 1883 et qui développe les réalisations, les espoirs commerciaux, le fait que c'est un américain (Henry Stanley) qui est à l'origine des développements, la volonté de liberté du commerce et de l'interdiction de la traite des esclaves de la part du roi Léopold II.
Le 10 avril 1884, le sénat américain approuve les vues développées par le Président des États-Unis sur base du rapport de Sanford.  L'Association Internationale du Congo devient un Gouvernement reconnu et ami des États-Unis. Le 15 mai 1884, le roi Léopold II envoie au Président américain une lettre de remerciement qui conclut ainsi
«  Après avoir fondé l'État du Libéria, il était naturel que les  États-Unis soient les premiers  à faire un cordial accueil au nouvel État Indépendant de l'Afrique Centrale ...   ».
Cette reconnaissance de l'Association entraîna le retrait du traité du 26 février 1884 , entre la Grande-Bretagne et le Portugal qui visait à limiter la liberté de navigation sur le fleuve  Congo à ces deux seules nations  et à réserver au seul Portugal la possession des deux rives du grand fleuve Congo jusque Vivi.
Lors de la conférence de Berlin de 1885, Sanford joue un rôle éminent pour favoriser l'État Indépendant du Congo. Le Ministre plénipotentiaire des  États-Unis John A Kasson occupait bien l'avant de la scène mais c'était Sanford  qui agissait le plus utilement qu'il se peut en coulisse .

## Rôle dans la guerre de Secession
En qualité d' ambassadeur des États-Unis en Belgique Stanford  proposa en septembre 1861 à Giuseppe Garibaldi, héros de l'indépendance italienne, de prendre un commandement dans les armées fédérales contre la sécession sudiste. Mais Garibaldi posait la condition de l'abolition immédiate de l'esclavage, ce qui ne fut proclamé que plus tard, ne donnant plus à Garibaldi l'opportunité d'encore pouvoir organiser son départ pour les U.S.A. avec des volontaires.